# Hegylakó 3. – A mágus
A Hegylakó 3. – A mágus (eredeti címén: Highlander III: The Sorcerer) egy 1994-ben bemutatott kanadai-brit fantasy és akciófilm, amelyet Andy Morahan rendezett. A produkció főszerepében Christopher Lambert, Mario Van Peebles, Deborah Kara Unger és Mako. A filmet egy alternatív második résznek szánták az 1986-ban bemutatott Hegylakóhoz. A filmet azonban ugyanolyan negatív kritika érte, mint a Hegylakó 2.-t. 
A Hegylakó 3. premierjét 1994. november 30-án mutatták be a Fülöp-szigeteken. Az Egyesült Királyságban december 9-től, Magyarországon 1995. január 19-től vetítették a mozikban.

## Cselekmény
Connor MacLeod úgy dönt, hogy Heather halála után elhagyja szülőföldjét, Skóciát. A hegylakót a távoli Japán vonzza. Ott találkozik a halhatatlan Nakanóval, egy varázslóval, aki képes illúziókat teremteni. Nakano át akarja adni tudását Connornak, és tanítja őt. Nakano egykori tanítványa, Kane meg akarja kaparintani a mágus hatalmát, és szembeszáll vele egy barlangban, amelyet MacLeod korábban elhagyott. Két halhatatlan kegyence segítségével Kane-nek sikerül legyőznie egykori mesterét. A Gyorsítás során a barlang azonban a három halhatatlanra omlik.
Mintegy 400 évvel később Alex Johnson régész ásatásokkal foglalkozik Japánban. Ezeknek az ásatásoknak köszönhetően a három halhatatlan kiszabadul. Az egyik kegyencet MacLeod keresésére küldik, a másikat pedig Kane lefejezi. Connor Marokkóban él fogadott fiával, Johnnal. Megérzi Kane kiszabadulását, és elindul New Yorkba, a találkozó helyszínére. Egy kórházban találkozik Kane csatlósával, és sikerül lefejeznie.
Alex Johnson megvizsgálja a barlangban talált ruhadarabot, és azt a skót MacLeod-klánnak tulajdonítja. Kutatásai Connorhoz vezetik, aki éppen Kane-nel küzd. Mivel a harc a Szentföldön zajlik, félbeszakítja a két férfi az összecsapást. Kane elrabolja Connor fiát, Johnt, hogy harcra kényszerítse. A végső párbajra egy régi gyárban kerül sor. Connor győz, és úgy dönt, hogy emberi  élete hátralévő részét Alexszel tölti.

## Szereplők
| Szerep                        | Színész              | Magyar hangja     |
| ----------------------------- | -------------------- | ----------------- |
| Connor MacLeod / Russell Nash | Christopher Lambert  | Szakácsi Sándor   |
| Kane                          | Mario Van Peebles    | Rajhona Ádám      |
| Alex Johson / Sarah           | Deborah Kara Unger   | Tóth Enikő        |
| Nakano                        | Mako                 | Kristóf Tibor     |
| harcos                        | Raoul Max Trujillo   | Gáspár András     |
| harcos                        | Jean-Pierre Perusse  | n.a               |
| Stenn                         | Martin Neufeld       | Horváth Illés     |
| öreg japán                    | Frederick Y. Okimura | Komlós András     |
| Takamura                      | Daniel Do            | n.a               |
| John                          | Gabriel Kakon        | n.a               |
| Pierre Bouchet                | Louis Bertignac      | Haás Vander Péter |
| Jack Donovan                  | Michael Jayston      | Horányi László    |

## Fogadtatás
A film gyenge értékelést kapott. A Rotten Tomatoeson 5%-os minősítést ért el 20 vélemény alapján, az összefoglaló szerint: „A nézhetetlen és kimondhatatlanul unalmas Hegylakó 3. egy hanyag harmadik rész, amely valahogy mégis némi előrelépést jelent elődjéhez képest.” Derek Elley a Variety-től úgy gondolta, a film „hihetetlenül giccses összeolvadása a tatárharcos franchise-nak.” Stephen Holden a New York Timestól azt írta: „Hogy lehet, hogy egy akció-kalandfilm, amely 34 millió dollárba került, és amelynek nagy részét nyilvánvalóan pirotechnikára, számítógépes speciális effektekre és festői helyszínekre költötték, végül olcsónak, butának és élettelennek tűnik?”
A MetaCritic 28 pontot adott a 100-ból 12 értékelés alapján. Lynn Voedisch a Chicago Sun Timestól azt írta: „Bármennyire is ostoba MacLeod korai napjaira való visszatekintés, néhány látványos felvételt láthatunk Skóciáról. A legjobb azonban, ha csak a látványt bámuljuk, és nem a történetre koncentrálunk. A cselekmény alig létezik.” Richard Harrington a The Washington Posttól azt írta: „Azok a halhatatlanok folyamatosan azt hajtogatják, hogy csak egy maradhat. Talán úgy értik, hogy csak egynek kellett volna lennie.”
A Box Office Mojo szerint a film 12 millió dolláros bevételt szerzett.